# Shin'ya Hasegawa
Shin'ya Hasegawa (長谷川 眞也) (28 luglio 1968) è un animatore e character designer giapponese.
Dopo la laurea presso la Tokyo Designer Gakuin si unì alla Ashi Productions e si trasferì poi alla Toei Douga dove lavorò come direttore delle animazioni della serie Sailor Moon. Cominciò, poi, a lavorare a Utena, dove fu disegnatore e direttore artistico, si trasferì alla J.C.Staff.